# فن الفقيرات في قسنطينة والشرق الجزائري
1- التعريف بفن الفقيرات : هو نوع غنائي نسوي منتشر في ولايات الشرق الجزائري على غرار ( قسنطينة ـ عنابة ـ سوق أهراس ـ قالمة ـ الطّارف ) يؤدّى بالطّريقة التقليديّة ، باستخدام الدّفوف (البندير) وآلة الرّق (الطّار)، وتؤدّي فيه النساء أغاني المديح والثناء لله تعالى، أو مديح النبيّ عليه الصلاة والسلام، ومدح الأولياء الصالحين وذكر مناقبهم، وارتبط فن الفقيرات بالحركة الصوفيّة وطرقها، ويشهد اليوم تطوّرا ليشمل آداء أغاني الأفراح والأعراس والختان .
2- تاريخ فن الفقيرات : لهذا الفن تاريخ عريق يعود إلى بدايات العهد العثماني ، وأواخر العهد الحفصي ، أي في القرن 15 م ، والذي يرجّح هذا القول هو المدائح التي تتغنّى بها الفقيرات ، فنجد تغنّيا بأولياء الشابيّة ( الشابية الأحرار ) هذه الطريقة التي تأسّست في القرن 16 م ، والفقيرات عبر التراث الشفهي يعلنون انتسابهم إلى أولاد مخلوف ، ومعلوم أن الطريقة الشابية أسّسها "أحمد بن مخلوف" في القرن 16 م كما ينص على ذلك المؤرّخ أبو القاسم سعد الله حيث يقول : "تاريخ الشابية في الجزائر يرجع إلى القرن السادس عشر، وهي طريقة ناصرية لأن مؤسسها أحمد بن مخلوف، كان أحد أتباع الشيخ محمد بن ناصر الدرير، وقد نشطت الشابية في نواحي القيروان وأسسوا زوايا عديدة في تونس والجزائر " وأحمد بن مخلوف ، مدفون في قسنطينة ، وكانت له زاوية فيها كما يذكر صاحب كتاب " قسنطينة أم الحواضر في الماضي والحاضر " حيث يقول : "جامع سيدي علي بن مخلوف كان موقعه حيث قصر البلديّة الآن .. ونقلت رفاة صاحبه إلى جامع الأربعين شريفا" ، ومن خلال نصوص مدائح الفقيرات ، ندرك أنّهم واكبوا مختلف الطّرق الصوفيّة ودحوا شيوخها ، فنجد مدائح عن : الشيخ عبد القادر الكيلاني / الجيلاني ، و الشيخ أحمد الملياني ، والشيخ عبد الرحمن الثعالبي ، والشيخ عمّار بوسنّة ، وطريقة الحنصالة ، وغيرها من الطّرق والمشايخ ، ممّا يبيّن امتدادها التاريخي إلى ماقبل العهد العثماني ، مع ازدهار حركة التصوّف والزوايا .
3- أصول فن الفقيرات : نجد للفقيرات في الشرق الجزائري نظائر تماثله في دول مثل : تركيا ـ كردستان ـ إيران ـ المملكة المغربيّة ـ تونس ، بل وينتشر اسم " الفقير" و " والفقيرات " باعتباره مصطلحا صوفيّا في الفكر الصوفي العرفاني الشرقي خاصة في إيران والهند ، لأنّ كلمة فقير في التصوّف تعني الفقير إلى الله والمحتاج إليه ، والطائفة التي تفتقر إلى الله هي طائئفة الفقراء ، والمصطلح له أصوله. إذن فالكلمة أصلها صوفي ، فالرجل الذي ينتمي إلى طائفة الصوفيّة فقير أي فقير إلى عفو الله ورحمته وعنايته ، والنساء فقيرات ، والفقيرات في بدايتهنّ كنّ يمدحن الحضرة الإلهيّة والجناب النبويّ الكريم والأولياء الصالحين ، مدحا ضمن دائرة النساء ، لأنّ الشريعة تمنع الاختلاط ، فالنساء تقمن حضرتهنّ بينهنّ ، وهذا ما نجده في مدائح الفقيرات ، وفي تونس توجد التيجانيّة ، وهنّ نسوة يؤدّين مدائح صوفيّة تصل إلى حدّ الجذبة والتخميرة ، وفي المغرب نجد الهوّاريّات ، والفقيرات كذلك في المملكة المغربيّة  ، فالأصول هي أصول مشتركة بين : الإسلام والتصوف الإسلامي ، والآلات التي يرأسها الدّف أو البندير .
4 - الفقيرات في قسنطينة وعنّابة : تاريخ يمتد إلى ماقبل العهد العثماني ، لكن ما تحتفظ به الذاكرة الشعبيّة ، يعود إلى مطلع القرن العشرين ، حيث نجد الفقيرات اللواتي أدّين هذا النوع ، يذكرن جوق " السّقني " وجوق " فاطمة " ولكن الأكيد وجود أجواق قبلهنّ ، لأنّه يستحيل أن تقوم هؤلاء النسوة لوحدهن بتأليف الكلمات ، والمعاني الصوفيّة ، والألحان وتوزيع الطبوع لوحدهنّ ، إنّما هذا عمل أجيال توالت على هذا الفن ، وتراكمت القصائد الشعبيّة وتشكّلت طبوعها الرئيسيّة .
ـ من أشهر أجواق مدينة قسنطينة : جوق فاطمة ـ جوق السّقني ـ جوق بن عبدون ـ جوق دار بلفرطاس ـ جوق مكناس ـ جوق مالك فقيرات ـ جوق سيدي راشد ( جوق رجالي ) ، فأجواق مثل جوق فاطمة وجوق بن عبدون هي أجواق قديمة ، وهنا تجدر الملاحظة أنّ العنصر الرّجالي يسجّل حضورة في فنّ الفقيرات ، مع ظهور جوق مالك فقيرات أوّلا ، وظهور جوق سيدي راشد ( مجموعة من الشباب أسّسوا جوق فقيرات في مطلع التسعينيّات في مدينة قسنطينة ) ، والجدير بالذّكر لم يتبقّ في نشاط الفقيرات في قسنطينة سوى جوق مالك فقيرات الذي بقي وحيدا يؤدّي هذا الطّبع مؤذنا بزوال هذا الفن وانتقال ريادته إلى مدينة عنّابة .
ـ في مدينة عنّابة نجد فن الفقيرات بقوّة حاضرا في الأعراس وزيارات الأولياء والختان وغيرها من المناسبات ، ويعود تاريخه إلى القرن العشرين مثل قسنطينة ، وتتماثل المدائح بينهما مع اختلاف طفيف لا يكاد يذكر ، وتخبرنا المأثورات الشفهيّة أنّ عائلات عنّابيّة كانت تهتم بهذا الفن ، وهي عائلات عريقة ، ومن الأسماء التي تذكر ، جوق جميلة العنابية رحمها الله ، وهو جوق الروابحيّة القديم ، الذي لايزال نشطا مع حفيدات هذه العائلة ، وظهرت أجواق : جوق زهور العنابيّة وأخوها ناصر ـ جوق بوبة ـ جوق صوريّة ـ جوق سميرة ـ جوق وهيبة ـ جوق رشيد ـ جوق نذير ـ جوق نادية روابحيّة ـ جوق فريدة ساكر وكثير من الأجواق النشطة ، وبحق تعد عنابة رائدة فن الفقيرات حاليا في الشرق الجزائري دون منازع لوجود أزيد من 20 فرقة فقيرات .
5- طقوس الفقيرات : عبر آداء المدائح الصوفيّة ، تدخل كثير من النساء أجواء من الجذبة والغيبة والتخمّر ، ما يسمّة بالتهوال ، والتهوال رقص ذو طابع صوفي ، لا يختص بالرجال ، بل نجده عند النساء ، فالتهوال هو رقص صوفي يطلق عليه كذلك ( الشطيح / الشّطح ) ونجد له مثيلا في المملكة المغربية تحت اسم " الجدبة " أو الشطيح كذلك ، وفي تونس اسمه التخميرة .
ـ النشرة nachra أو nouchra: الفقيرات جزء من طقوس روحانيّة تؤدّيها النساء للعلاج أو لخدمة أمر روحي ، او لارتباط بعهد صوفيّ ما ، فتذهب المرأة بعد آداء جملة من الطقوس خاصة بها تشمل الذبح والعوم والزيارات ، تذهب إلى الفقيرات لتؤدّي طقس التهوال على إيقعاتهنّ ، حيث تجلس أمام رئيسة الجوق ، التي تؤدّي كلمات دون آلات موسيقيّة ، تشبه الدّعاء ، وبعدها يبدأن في ضرب الدفوف مع المديح لتتدرّج النشرة عبر مجموعة من الطبوع عند الفقيرات بين : الغربي ـ الفزاعي ـ .... إلخ